# 1952 у кіно

## Події
- З 24 січня по 1 лютого у Мумбаї (Індія) вперше було проведено Індійський міжнародний кінофестиваль.
- 23 квітня-10 травня — 5-й Каннський міжнародний кінофестиваль, Канни, Франція.
- 12-25 червня — 2-й Берлінський кінофестиваль.
- 20 серпня-12 вересня — 13-й Венеційський кінофестиваль, Венеція, Італія.

## Фільми

### Світове кіно
- Заборонені ігри
- Рівно ополудні
- Співаючи під дощем

## Персоналії

### Народилися
- 24 січня:
  - Євген Борисович Леонов-Гладишев, радянський і російський актор театру і кіно.
  - Татаренко Тетяна Володимирівна, українська художниця по гриму.
  - Леонов-Гладишев Євген Борисович, радянський і російський актор театру і кіно, кінорежисер.
- 18 березня — Трофімов Олександр Олексійович, радянський та російський актор театру і кіно.
- 21 березня — Кристоф Малавуа, французький актор і кінорежисер.
- 27 березня — Марія Шнайдер, французька акторка (пом. 2011).
- 10 квітня — Стівен Сігал, американський актор, письменник, режисер, продюсер, співак.
- 17 квітня — Касавіна Олена Борисівна, радянська і українська художниця, режисерка-мультиплікаторка.
- 22 квітня — Франсуа Берлеан, французький кіноактор.
- 30 квітня — Жак Одіар, французький сценарист, режисер.
- 11 травня — Френсіс Фішер, британсько-американська акторка.
- 8 липня — Карен Шахназаров, радянський і російський кінорежисер.
- 7 серпня — Керолайн Аарон, американська акторка.
- 11 серпня — Ващук Любов Володимирівна, українська акторка.
- 19 серпня — Соловйов Олександр Іванович, радянський і російський актор та кінорежисер.
- 28 жовтня — Суховєй Світлана Іванівна, радянська та білоруська кіно- і театральна акторка.
- 5 грудня — Свєчников Сергій Іванович, радянський, український актор.
- 29 грудня — Проханов Сергій Борисович, радянський і російський актор.

### Померли
- 26 січня — Горацій Джексон, американський сценарист.
- 19 лютого — Лоуренс Грант, англійський актор.
- 11 березня — П'єр Ренуар, французький театральний та кіноактор.
- 31 березня — Роланд Вест, голлівудський режисер.
- 18 жовтня — Натан Левінсон, американський звукорежисер.
- 26 жовтня — Гетті Мак-Денієл, американська акторка.
- 25 грудня — Поллі Моран, американська комедійна акторка.